# Elicitor
Als Elicitoren (auch: Induktoren oder Botenstoffe) werden in der Pflanzenphysiologie Substanzen bezeichnet, die Abwehrmechanismen gegen Fraßfeinde und Krankheitserreger auslösen (induzieren).
Ein Beispiel für eine Abwehrreaktion ist die Synthese von Phytoalexinen.
Elicitoren können entweder endogenen oder exogenen Ursprungs sein. Endogene Elicitoren dienen als Signal zwischen den Zellen (also als Hormon); exogene Elicitoren sind Substanzen, die von anderen Organismen abgesondert und von der Pflanze erkannt werden.
- Als endogene Elicitoren dienen zum Beispiel folgende Substanzen:
  - Jasmonsäure, Salicylsäure, und Systemin als endogene Signalmoleküle
  - Oligosaccharide und Membranproteine, die beim Auflösen der Zellwand durch bestimmte Pilze entstehen

- Als exogene Elicitoren dienen zum Beispiel folgende Substanzen:
  - Sterole aus Pilzen
  - Volicitin aus dem Speichel bestimmter Fraßfeinde
  - Flagellin aus Bakterien und Archaeen (insbesondere die konservierten Bereiche des Proteins wie flg22 und flg28)[1]
  - Ef-Tu, ein prokaryotischer Elongationsfaktor[2]
  - Chitin aus u. a. Pilzen und Insekten[2]